# 法律面前人人平等
法律面前人人平等（英語：equality before the law），又稱在法律上一律平等，表示法律必須平等的保護所有的人。為了達成這個法律原則，需要建立法治體系，通過正當法律程序與平等保護條款，為所有的人提供在法律上平等的正義保障。在中國歷史中被稱為「天子犯法，与庶民同罪」，這個法律概念有時也被稱為民治主义（isnomia）。基於這個理念，反對奴隸制度，成為現代自由主義的基本信條。

## 歷史
法律之前人人平等的概念不論在東方或西方都於相當早的時期便已萌芽。目前已知最早提出這個概念的，是公元前552年的波斯人歐塔涅斯（Otanes），其表示：「人民統治的優點，首先在於它最美好的名聲，那就是──在法律之前人人平等。」公元前430年時，在一場雅典人紀念死去的戰爭英雄的集會上，伯里克利亦曾謂：「...當私人糾紛產生時，所有人在法律面前一律平等。...」在中國，根據《禮記‧曲礼上》（西汉）之記載，過去曾有「禮不下庶人，刑不上大夫」的概念，故在此時期，法律的適用會依據該人的身分地位而有所不同。不过在戰國时期，就已经有了「王子犯法，與庶民同罪」的概念。漢朝時，於《史記卷一百二‧張釋之馮唐列傳第四十二》中記載：「法者，天子所與天下公共也。」都展現了法律之前人人平等的概念。

## 國際條約

### 世界人權宣言
《世界人權宣言》是联合国大会於1948年12月10日第217A(III)號決議通過的一份世界性人權保障文件，其中的第7條規定：
法律之前人人平等，並有權享受法律的平等保護，不受任何歧視。人人有權享受平等保護，以免受違反本宣言的任何歧視行為以及煽動這種歧視的任何行為之害。

### 公民權利和政治權利國際公約
《公民權利和政治權利國際公約》為聯合國於1966年12月16日聯合國大會決議2200A (XXI)通過的一份國際性公約，其中第26條規定：
所有的人在法律前平等，並有權受法律的平等保護，無所歧視。在這方面，法律應禁止任何歧視並保證所有的人得到平等的和有效的保護，以免受基於種族、膚色、性別、語言、宗教、政治或其他見解、國籍或社會出身、財產，出生或其他身分等任何理由的歧視。

## 各國之實踐

### 中華民國
《中華民國憲法》第7條規定：「中華民國人民，無分男女、宗教、種族、階級、黨派，在法律上一律平等。」可說是法律之前人人平等在中華民國憲法中的具體規定。本條所追求的平等並非形式的平等，而是「實質的平等」，亦即要求本質上相同之事物應為相同之處理，不得恣意為無正當理由之差別待遇。
司法院大法官多次以本條宣告法律或命令違憲，譬如在2009年著名的釋字666號中，大法官便援引本條認為社會秩序維護法第80條第1項第1款「罰娼不罰嫖」的規定違憲。其認為：「按性交易行為如何管制及應否處罰，固屬立法裁量之範圍，社會秩序維護法係以處行政罰之方式為管制手段，而系爭規定明文禁止性交易行為，則其對於從事性交易之行為人，僅處罰意圖得利之一方，而不處罰支付對價之相對人，並以主觀上有無意圖得利作為是否處罰之標準，法律上已形成差別待遇，系爭規定之立法目的既在維護國民健康與善良風俗，且性交易乃由意圖得利之一方與支付對價之相對人共同完成，雖意圖得利而為性交易之一方可能連續為之，致其性行為對象與範圍廣泛且不確定，固與支付對價之相對人有別，然此等事實及經驗上之差異並不影響其共同完成性交易行為之本質，自不足以作為是否處罰之差別待遇之正當理由，其雙方在法律上之評價應屬一致。」
另外，於2008年的釋字649號解釋中，司法院大法官亦是援引本條宣告身心障礙者保護法第四十六條第一項前段：「非本法所稱視覺障礙者，不得從事按摩業。」之規定違憲，當時亦造成社會軒然大波。

### 中華人民共和國
《中華人民共和國憲法》第33條第2項規定：「中華人民共和國公民在法律面前一律平等。」為本原則的具體規定。

#### 香港
《香港特別行政區基本法》第25條規定：「香港居民在法律面前一律平等。」

#### 澳門
《澳門特別行政區基本法》同樣於第25條規定：「澳門居民在法律面前一律平等，不因國籍、血統、種族、性別、語言、宗教、政治或思想信仰、文化程度、經濟狀況或社會條件而受到歧視。」

### 美國

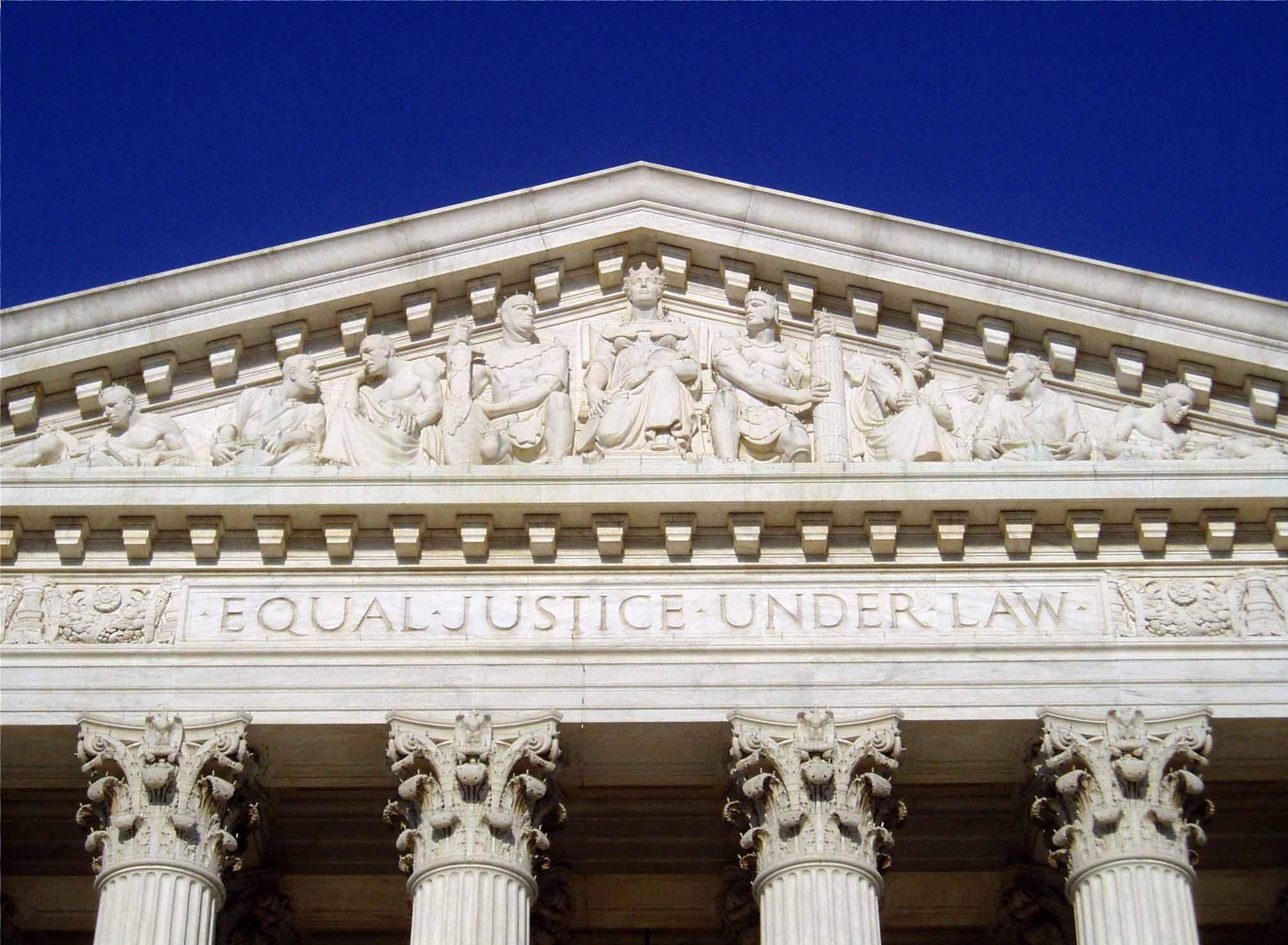
美國聯邦最高法院之建築上即刻有內容為「法律之前人人平等」（Equal justice under law）的銘文。

《美國憲法第十四修正案》一般被視為是美國法律上平等保護條款之依據。關於美國法上「Equal Justice Under Law」這句話而言，首見於1891年的Caldwell v. Texas案中，美國聯邦最高法院首席大法官梅爾維爾·富勒於判決中的這段陳述：
By the Fourteenth Amendment the powers of the States in dealing with crime within their borders are not limited, but no State can deprive particular persons or classes of persons of equal and impartial justice under the law.
這句話的譯文為：
依據《美國憲法第十四修正案》，美國各州處理其州內罪案的權力並不受到限制，但各州不得剝奪特定人士（或某些階層的人士）接受平等及公正審訊的權利。

### 日本
《日本國憲法》第14條規定：「全體國民在法律面前一律平等。在政治、經濟以及社會的關係中，都不得以人種、信仰、性别、社會身份以及門第的不同而有所差别。」（すべて國民は、法の下に平等であつて、人種、信條、性別、社會的身分又は門地により、政治的、經濟的又は社會的關係において、差別されない。）為法律之前人人平等的直接明文規定，此項原則在日本因此具有憲法位階，任何法律都不能夠違反此項原則。由於該條規定，使日本廢除了二戰前實施的華族和爵位制度。
其中，1973年的殺害尊親屬罪法定刑違憲事件即屬於法律因為違法了該國憲法第14條而被日本最高裁判所宣告違憲的知名案件。在本案中，最高裁法所認為：「從一般殺人罪的法定刑應包括殺害尊親屬罪的法定刑這一前提出發，雖然不能說在殺人罪之外另設殺害尊親屬罪的立法屬於違憲，但對於殺害尊親屬罪僅僅規定了不能適用緩刑的過重刑罰這一法律規定而言，違反了憲法精神。」因此而宣告該國刑法第200條違憲，不過一直到1995年時，該國刑法第200條才被正式立法廢除。2008年時，日本最高裁判所再次依據本條宣告該國國籍法第3條第1項違憲。

### 歐盟
原本預期將作為歐盟憲法的《歐洲聯盟基本權利憲章》（Charter of Fundamental Rights of the European Union）之中，第20條便直接明文規定：「法律之前人人平等。」（Everyone is equal before the law.）雖然歐洲聯盟基本權利憲章最後並未獲得歐盟各國批准而成為歐盟憲法，然而其後歐盟各國所簽署並已經於2009年12月1日正式生效的《里斯本條約》已經將《歐洲聯盟基本權利憲章》涵蓋其中，使其發生法律上的效力。